# Apogoninae
Apogoninae è una sottofamiglia di pesci della famiglia Apogonidae.

## Generi
- Apogon Lacepède, 1801
- Apogonichthys Bleeker, 1854
- Archamia Gill, 1863
- Astrapogon Fowler, 1907
- Cercamia Randall & Smith, 1988
- Cheilodipterus Lacepède, 1801
- Coranthus Smith, 1961
- Foa Jordan & Evermann in Jordan & Seale, 1905
- Fowleria Jordan & Evermann, 1903
- Glossamia Gill, 1863
- Holapogon Fraser, 1973
- Lachneratus Fraser & Struhsaker, 1991
- Neamia Smith & Radcliffe in Radcliffe, 1912
- Phaeoptyx Fraser & Robins, 1970
- Pterapogon Koumans, 1933
- Quinca Mees, 1966
- Rhabdamia Weber, 1909
- Siphamia Weber, 1909
- Sphaeramia Fowler & Bean, 1930
- Vincentia Castelnau, 1872